# Construction Liégeoise Automobile
Die Construction Liégeoise Automobile (möglicherweise Construction Liégeoise d’Automobiles) war ein belgischer Hersteller von Automobilen. Der Markenname lautete zunächst Knap, später Duryea.

## Unternehmensgeschichte
Das Unternehmen existierte bereits 1897 an der Rue des Wallons in Lüttich und stellte Teile für Fahrräder her. Ende 1897 wurde der Ingenieur Georgia Knap angestellt. Er entwickelte Automobile. 1898 zog das Unternehmen in die Rue Lairesse in Lüttich und begann mit der Produktion von Automobilen, die auch nach England exportiert wurden. 1899 verließ Georgia Knap das Unternehmen, ging nach Frankreich und gründete 1904 in Troyes die Société des Moteurs Knap. Das Unternehmen erwarb 1899 eine Lizenz der Duryea Motor Wagon Company. 1902 endete die Produktion.

## Fahrzeuge

### Markenname Knap
Das einzige Modell war ein Dreirad und ähnelte dem Dreirad von Léon Bollée. Es verfügte über ein Zweiganggetriebe und Kettenantrieb. Die Planung sah eine Serie von 50 Exemplaren vor. Es ist allerdings unklar, wie viele Fahrzeuge tatsächlich entstanden.

### Markenname Duryea
Das einzige Modell war eine Lizenzfertigung des amerikanischen Duryea. Das Fahrzeug war mit einem wassergekühlten Zweizylindermotor ausgestattet, der 8 PS leistete.